# Статилии
Статилиите (Statilii) са стара сенаторска римска фамилия, произлизаща от Лукания. Те носят древното име Статилий (Statilius) и Статилия (Statilia).
Познати от тази фамилия:
- Стаций Статилий, генерал на луканите, 282 пр.н.е. победен от Рим.
- Марий Статилий, лукански офицер, бие се на страната на Рим през втората пуническа война
- Луций Статилий, конник, привърженик на Луций Сергий Катилина, на 5 декември 63 пр.н.е. убит заедно с другите Катилинари
- Тит Статилий Тавър (консул 26 пр.н.е.) (I), суфектконсул 37, консул 26 пр.н.е.
- Тит Статилий Тавър (II), monetalis, най-възрастният син на Тавър (I); умира преди да стане консул
- Тит Статилий Тавър (консул 11 г.) (III), син на Тавър (I)
- Сизена Статилий Тавър, консул 16 г.
- Тит Статилий Тавър (консул 44 г.) (IV), самоубива се 53 г. след обвинение от Агрипина
  - Статилия Месалина, третата съпруга на император Нерон
- Тит Статилий Тавър Корвин (V), консул 45 г., син на Тавър (III)
- Тит Статилий Максим Север Хадриан, суфектконсул 115 или 117 г.
- Тит Статилий Максим, консул 144 г.
- Луций Юлий Статилий Север, 159 – 160 управител на Долна Мизия
- Тит Статилий Север (консул 171 г.)
- Тит Статилий Барбар‎, легат на провинция Тракия 195 – 198 г., суфектконсул 198 или 199 г.
- Статилий Флак, поет на епиграми от края на 1 век пр.н.е. Не е роднина със сенаторските Статилии.

## Жени
- Статилия Л. Пизонис, дъщеря на Тит Статилий Тавър I (консул 26 пр.н.е.); съпруга на Луций Калпурний Пизон Авгур (консул 1 пр.н.е.); майка на Калпурния
- Статилия Месалина, дъщеря на Тит Статилий Тавър III (консул 11 г.), съпруга на Тит Стацилий Тавър IV (консул 44); майка на Статилия Месалина
- Статилия Месалина (35 – 75), третата съпруга на Нерон (66 – 68)
- Статилия Тавра, дъщеря на Тит Статилий Тавър IV & Валерия
- Статилия Корнелия, дъщеря на Сизена Статилий Тавър (консул 16 г.), който е брат на Тит Статилий Тавър III (консул 11 г.).